# Olha Kharlan
Olha Hennadiïvna Kharlan (em ucraniano:  Ольга Геннадіївна Харлан; Mykolaiv, 4 de setembro de 1990) também grafada como Olga Kharlan, é uma esgrimista ucraniana, medalhista olímpica nos Jogos de 2008, 2012 e 2016. Ela também conquistou cinco medalhas de ouro em Campeonatos Mundiais e diversas outras em Campeonatos Europeus. Kharlan conquistou uma medalha de ouro nos Jogos Europeus de 2015 e venceu duas vezes o prêmio ucraniano Heroes of Sports Years. Ela também alcançou a primeira colocação do ranking internacional por três ocasiões.

## Vida pessoal
Kharlan nasceu em Mykolaiv, uma cidade de construção naval situada no sul da Ucrânia. Seu pai era treinador de vela e de natação e ensinou sua filha a nadar quando ela ainda era um bebê. Ele também trabalhou como operário de construção civil e motorista de táxi. Sua mãe trabalhava como pintora e educadora.
O primeiro interesse de Kharlan foi a dança, mas as aulas eram caras demais para seus pais. Quando ela tinha 10 anos, seu padrinho, o treinador de sabre Anatoly Shlikar, sugeriu que ela fizesse esgrima já que as aulas eram gratuitas. Seu primeiro grande resultado foi o título nacional de juniores, vencido quando ela tinha apenas treze anos e contra adolescentes que eram quase cinco anos mais velhos.
Kharlan graduo-se na Universidade Nacional de Construção Naval Admiral Makarov, em sua cidade natal. Em agosto de 2014, casou-se com o companheiro de esgrima Dmytro Boiko.

## Carreira
Kharlan se juntou à equipe nacional da Ucrânia aos catorze anos. Sua primeira medalha em uma competição internacional foi um bronze no Campeonato Mundial Junior de 2005, em Linz, após ter sido derrotada pela campeã olímpica Mariel Zagunis; ela também levou uma medalha de prata no evento por equipes. Nesse mesmo ano, ela chegou às quartas de final do Campeonato Europeu de Zalaegerszeg, apesar da idade. Em 2006, ela ficou em segundo lugar no Campeonato Europeu de Esgrima Sênior, realizado em Esmirna.[carece de fontes?]
Em 2008, Kharlan participou dos Jogos Olímpicos de Pequim. Com dezessete anos na época, ela foi derrotada pela estadunidense Sada Jacobson no evento individual. No entanto, Kharlan foi decisiva na decisão por equipes, quando foi responsável por mais das metades dos pontos conquistados contra as chinesas.
Na temporada de 2008-09, Kharlan conquistou a medalha de ouro no Campeonato Europeu de Plovdiv, tanto no individual quanto por equipes, no qual a Ucrânia venceu a Rússia. Em Antália, no Campeonato Mundial, a esgrimista chegou até a decisão, quando foi derrotada por Zagunis. Por sua performance, ela foi descrita pelo periódico Escrime XXI como "um dos talentos mais precoces" da categoria e considerada como "a estrela do futuro." No evento por equipes, a Ucrânia derrotou a França na final, terminando com a medalha de ouro. Para esta performance, Kharlan e sua equipe foram nomeadas, respectivamente, atleta e equipe do ano na cerimônia "Heróis dos Esportes da Ucrânia", realizada em abril de 2010.
Em 2016, nos Jogos Olímpicos do Rio de Janeiro, Kharlan foi derrotada, na semifinal, pela russa Yana Egorian, mas conquistou a medalha de bronze ao vencer a francesa Manon Brunet. No evento por equipes, ela integrou a equipe ucraniana juntamente com Alina Komashchuk, Olena Kravatska e Olena Voronina, que foram derrotadas na decisão pela Rússia, terminando a competição com a medalha de prata. No mesmo ano, conquistou duas medalhas no Campeonato Europeu: um bronze no individual e um ouro por equipes. Por sua performance no ano, ela foi eleita "atleta feminina" do ano na cerimônia "Heróis dos Esportes da Ucrânia".
Em 2017, Kharlan competiu no Campeonato Mundial, em Lípsia, quando venceu Azza Besbes, da Tunísia, por 15 a 5. No ano seguinte, voltou a integrar a equipe vice-campeã europeia, na ocasião, Kharlan foi responsável por nove pontos, mas não impediu a derrota para a Rússia. Apesar de ter feito uma temporada modesta, Kharlan terminou 2018 como líder do ranking internacional.